# Julien le Matin
Julien le Matin est une émission de télévision humoristique matinale québécoise animée par Julien Tremblay et diffusée du lundi au vendredi de 7 h à 9 h entre le 3 mai 2004 et le 26 mai 2006 à MusiMax.

## Synopsis
L'émission est constituée de capsules présentées parallèlement dans le cadre de l'émission Julien : La Terre à Tremblay, d'entrevues loufoques avec des personnalités québécoises et du divertissement musical standard à MusiMax.